# Cyclotoma sumatrensis
Cyclotoma sumatrensis is een keversoort uit de familie zwamkevers (Endomychidae). De wetenschappelijke naam van de soort werd in 1888 gepubliceerd door Henry Stephen Gorham.